# 꽝남성
꽝남성(베트남어: Quảng Nam)은 베트남의 오래된 지방이다. 꽝남성에는 유네스코 세계유산이 두개 있다. 그 두개는 호이안 옛 마을과 미선 성지이다. 또한 꽝남성에는 중부 베트남에 있는 여러 세계유산을 연결하는 세계유산 도로도 있다. 꽝남성에는 특산물 두 가지가 유명한데, 세계 최고 품질의 기초 오일 원료인 사이공 계피(짜미 계피)와 응옥린 인삼이다. 꽝남성의 성도는 땀끼이며 호이안은 이와 별개의 행정구역이다. 1997년 1월 1일 다낭이 베트남의 네 번째 중앙직할시가 되면서 꽝남성과 분리되었다. 2025년 6월 12일, 꽝남성 성이 다낭 편입되었다.

## 역사
꽝남은 한 때 참파의 정치적, 지리적 중심지였다. 한동안은 가장 강력한 도시국가이자, 가장 바쁜 참 항(호이안)이 현재의 꽝남에 위치해 있었다. 이들의 베트남 중부 고원 지방과의 사치품 무역은 부와 권력의 원천이었다. 베트남과의 분쟁의 결과, 참파의 정치 권력의 중심지였던 이곳은 비자야로 남진하게 되었다. 응우옌 왕조 하에서도 사치품 무역은 어느 정도 지속되었지만, 응우옌 왕조와 식민지 베트남 하에서 점점 쇠퇴해 갔으며, 경제적 중심이 넓은 삼각주의 농업으로 바뀌어 갔다.
1962년 이 지방은 쪼개졌고, 남부의 절반은 꽝띤성이 되었다. 두 지방이 다시 합쳐진 것은 1976년 통합 이후이다.
베트남 전쟁 때 꽝남성에서는 치열한 전투가 벌어졌다. 유명한 전투와 작전으로는 1966-67년 치누크 작전, 488번 고지 전투, 스위프트 작전, 휠러 왈로와 작전, 유니언 작전, 후에-다낭 전역 등이 있다.

## 지리
중남부에 위치하고 북쪽은 후에시에서 동쪽으로 통킹만에, 남쪽은 꼰뚬성과 꽝응아이성에 서쪽은 라오스 세콩주에 접하고 있다. 베트남 중부 최대의 도시 다낭의 남쪽에 인접한 성이다.

## 행정
꽝남성에는 15개의 하위 행정구역이 있다.

### 시
- 땀끼시 (Tam Kỳ / 三岐市)
- 호이안시 (Hội An / 會安市) - 유네스코 세계문화유산

### 시사
- 디엔반 시사 (Thị xã Điện Bàn / 奠磐市社)

### 현
- 박짜미현 (Huyện Bắc Trà My / 北茶眉縣)
- 주이쑤옌현 (Huyện Duy Xuyên / 濰川縣)
- 다일록현 (Huyện Đại Lộc / 大祿縣)
- 동장현 (Huyện Đông Giang / 東江縣)
- 히엡득현 (Huyện Hiệp Đức / 協德縣)
- 남장현 (Huyện Nam Giang / 南江縣)
- 남짜미현 (Huyện Nam Trà My / 南茶眉縣)
- 농선현 (Huyện Nông Sơn / 農山縣)
- 누이타인현 (Huyện Núi Thành / 𡶀成縣)
- 푸닌현 (Huyện Phú Ninh / 富寧縣)
- 프억선현 (Huyện Phước Sơn / 福山縣)
- 꾸에선현 (Huyện Quế Sơn / 桂山縣)
- 떠이장현 (Huyện Tây Giang / 西江縣)
- 탕빈현 (Huyện Thăng Bình / 升平縣)
- 띠엔프억현 (Huyện Tiên Phước / 仙福縣)

## 볼거리
꽝남성에는 2개의 유네스코 세계유산 유적지가 있다. 호이안과 미선 성지이다.
호이안은 남중국해 연안에 있는 작은 도시이다. 인구는 약 80,000명이다. 한때 번성하였던 동서양의 문화가 어우러진 무역항이 있었고 1993년에 그 옛 마을이 세계유산으로 선정되어 있다. 많은 관광객이 찾는 관광지이다.